# Grand'Goule

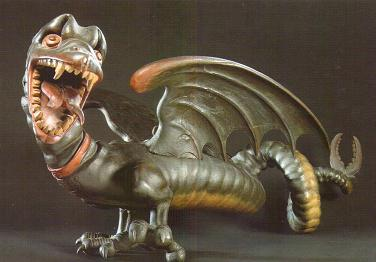
Effigie en bois de la Grand'Goule par Jean Gargot (1677)

Grand'Goule est le nom d'un dragon légendaire du Poitou en France.
Il est lié à l'histoire légendaire de la ville de Poitiers, dont il est l'un des symboles.

## Légende
La bête, décrite comme un dragon monstrueux, aurait vécu au temps de Sainte Radegonde, donc au VIe siècle de notre ère. Elle vivait au fond du Clain, et, lors de la montée des eaux, entrait dans les caves labyrinthiques qui traversaient le sol poitevin. Elle venait souvent dans les caves de l'abbaye Sainte-Croix, et dévorait toutes les malheureuses moniales qui s'y aventuraient. Désireuse d'en finir avec la bête, Radegonde s'arma d'une petite croix, puis d'eau bénite, et, une fois face à face avec la bête, l'aspergea, dit une prière, et la bête disparut dans d'atroces souffrances.

### Rôle historique de la légende

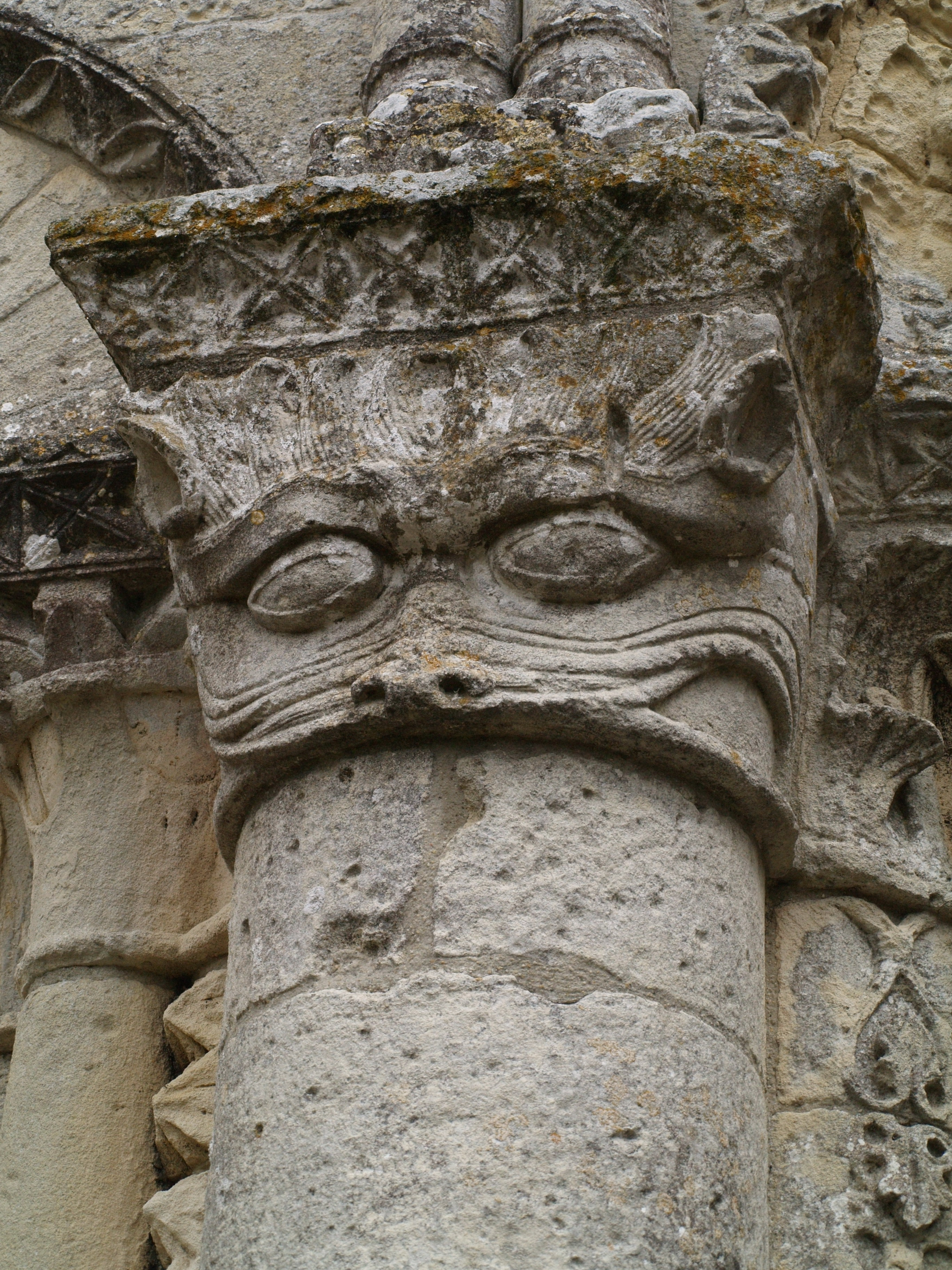
« Grand'Goule », église romane d'Échillais (Charente-Maritime)

La légende est une des plus populaires de Poitiers, et elle est liée à la tradition festive de la ville.
En 1677, l'abbesse de Sainte-Croix fit commande à l'ébéniste poitevin Jean Gargot d'une effigie en bois de la Grand'Goule, destinée aux processions des jours des rogations. Le dragon était promené dans les rues, et la tradition voulait que les enfants y jettent des petits gâteaux – appelés casse-museaux – en disant cette prière : « Boune sainte veurmine, priez pour nous ! » Cette procession s'est arrêtée au XIXe siècle, et le dragon de bois, après avoir séjourné dans le grenier du Grand Séminaire de Poitiers, se trouve dans les collections du musée Sainte-Croix.
Si la légende est une variante locale du combat entre le bien et le mal, inspiré de la lutte de saint Michel contre Satan sous forme de dragon, la bête est devenue par la suite une figure protectrice, comme l'évoque la prière. On retrouve des légendes semblables, à Tarascon par exemple, avec la tarasque terrassée par Sainte Marthe, Metz avec la légende du Graouilly ou encore Saint Romain qui libère Rouen de la Gargouille.

## Légende alternative
Une variante de la légende affirme que ce n'est pas sainte Radegonde qui terrassa la Grand'Goule, mais un condamné à mort à qui on avait promis la grâce en échange de cet exploit. Les détails de cette histoire varient. Ainsi selon certaines sources cela se passa tout de même à l'époque de la sainte (VIe siècle), pour d'autres à une période beaucoup plus récente ; pour certains le prisonnier en sortit indemne, tandis que pour d'autres, « le masque de verre qu'il avait mis sous la visière de son casque s'étant brisé, l'haleine pestilentielle du dragon l'aurait empoisonné ».

## Origine possible
L'Écossais sir John Lauder de Fountainhall, qui vécut à Poitiers entre 1665 et 1666, rapporte lui aussi cette version de la légende dans son journal de voyage, mais en présentant la Grand'Goule comme un crocodile. Plus particulièrement, il affirme que l'histoire est celle d'un crocodile empaillé visible à l'époque au Palais des comtes du Poitou : « Là est attachée à une muraille avec des chaînes de fer la carapace d'un hideux crocodile ; bien qu'elle soit infiniment réduite (il y a des centaines d'années que la bête a été tuée), elle est monstrueusement grande, avec une gueule énorme. » On ne sait pas ce que ce crocodile est devenu, mais il n'est pas le seul spécimen introduit en France à l'époque. Dans les Deux-Sèvres à Oiron se trouve un crocodile empaillé qui y aurait été ramené au XVIe siècle par l'amiral Bonnivet ou par son petit-fils.
Robert Mineau avance l'hypothèse que ce crocodile empaillé est déjà le centre de plusieurs histoires une dizaine d'années avant la création de l'effigie de procession pourrait être le noyau primitif autour duquel s'est constitué la légende. Cette explication n'est pas nécessairement contradictoire avec celle de la légende traditionnelle de la lutte entre le dragon et la foi, mais il est possible que le crocodile du Palais et les histoires qui se sont formées autour de lui aient contribué ou aient ranimé ce qui est devenu la légende de la Grand'Goule.

## Iconographie et postérité
Si la Grand'Goule est un dragon de bois célèbre, son image fut longtemps un des symboles de la ville de Poitiers. Elle est aujourd'hui l'emblème du Stade poitevin ainsi que du musée Sainte-Croix qui abrite son effigie en bois.
Une boîte de nuit populaire, en face de l'église Sainte-Radegonde porte son nom. C'est également le cas d'une revue locale publiée dans l'entre-deux guerres.
La Société Vexillologique de l'Ouest a imaginé un "drapeau à la Grand'Goule" pour la ville de Poitiers, représentant le dragon en bleu sur un fond blanc et noir.
Créée à Poitiers en 2004, la Confrérie de la Grand'Goule promeut une spécialité culinaire régionale, le broyé du Poitou.
"Grand'Goule" est le nom d'une place située dans le quartier Beaulieu de Poitiers où le dragon aurait habité. Sur cette place est édifié en 1980 par architecturestudio un modèle d’habitat expérimental avec une proposition forte : la création de Surfaces d’Activités Partagées (SAP) à destination de ses habitants et du quartier. 
La Grand'goule : les lettres, les arts, la tradition, les sites : revue poitevine paraissant tous les mois (sauf août et septembre).Numérotation : 1re année, n° 1 (juin 1929)-Noël 1944 [?] 